# 권희정
권희정(영어: Jasmine Kooun)은 1979년 8월 9일 ~)는 대한민국의 모델, 배우이다.
대한민국 경상북도 경주시 태생이다. 혈액형은 AB형이며 취미는 농구, 마라톤, 필라테스, 테니스, 수영, 스쿠버다이빙 등이다.
1995년 서울컬렉션 데뷔해 한국을 시작으로 일본, 파리, 런던, 밀라노, 뉴욕, 홍콩, 싱가폴, 태국, 중국 등에서 모델로 활동했다.
2003년에는 헐리우드에서 탐크루즈, 제이미팍스와 《Collateral》을 통해 배우로 데뷔하였다.
2020년부터 NC 그룹 오레진 운영진/미디어 디렉터로 활동하며 240개국에 어린이들의 영양 보급을 한다.

## 모델 활동
1995 서울컬렉션 데뷔
2003년 영화 《Collateral》
2006년 조르지오 아르마니 《Prive 2006 아시아 투어쇼》 홍콩, 샹하이, 베이징 투어
2010년 파리 F/W 칼라거펠트 패션쇼 《Paris F/W 10-11 KARL LAGERFELD SHOW》
2010년 토니 프란세즈 봄 런웨이《Toni Francese Spring 2010 runway show, Mercedes-Benz Fashion Week in NY》
2012 이진윤 오뜨꾸뚜어 파리 컬렉션 《Lee Jean Youn - Haute Couture Paris 2012》
2013 광고 Sky Karl Lagerfeld "Waiting"
2014 머슬마니아 대회(Muscle Mania) 2014 NOV 심사 in Korea
2019 ‘이영희 기증 복식, 새바람’ 특별전 1주기 추모 한복 패션쇼
2020 01 ~ NC 그룹 오레진 운영진/미디어 디렉터
2020 07 제5회 월드스포츠탑모델 선발대회 심사위원
2020 07 사랑해요 대한민국 한복대회 심사위원